# 張恵紹
張恵紹（張惠紹、ちょう けいしょう、457年 - 519年）は、南朝斉から梁にかけての軍人。字は徳継。本貫は義陽郡。

## 経歴
斉の明帝のときに直閤となり、後に竟陵郡横桑戍主に任じられた。永元初年、母が死去したため郷里に帰って葬った。蕭衍が起兵したことを聞くと、蕭衍のもとに駆けつけて、中兵参軍となり、寧朔将軍・軍主の位を加えられた。蕭衍の軍が漢口に到着すると、恵紹は朱思遠とともに水軍を率いて長江に展開し、郢城と魯城の糧道を遮断した。郢城の水軍を率いる沈難当が軽舸数十を率いて挑戦してきたが、恵紹はこれを撃破して、沈難当を斬った。蕭衍の軍が新林・朱雀に到着すると、恵紹は戦功を重ねた。建康城が平定されると、輔国将軍・前軍の位を受け、直閤・左細仗主となった。蕭衍が即位すると、恵紹は石陽県侯に封じられた。直閤・細仗主のまま驍騎将軍に転じた。東昏侯の残党数百人が、南北の掖門から潜入して神虎門を焼き、衛尉の張弘策を殺害した。恵紹は駆けつけて戦い、数十人を斬首した。功績により太子右衛率に転じた。
天監4年（505年）、臨川王蕭宏を都督として北伐がおこなわれると、恵紹は冠軍長史の胡辛生や寧朔将軍の張豹子とともに宿預を攻撃し、城主の馬成龍を捕らえて建康に送った。部将の藍懐恭に水南に城を建てさせて掎角の態勢をつくらせた。北魏の大軍がやってきたため、藍懐恭が敗走し、恵紹は守ることができず、夜のあいだに淮陰に退却した。北魏軍は宿預を奪回した。天監6年（507年）、北魏軍が鍾離を攻撃すると、左衛将軍の曹景宗が大軍を率いて邵陽に進軍した。恵紹は馮道根・裴邃らとともに北魏の連橋を攻撃して、白兵戦の末に北魏軍を破った。召還されて左驍騎将軍となった。まもなく持節・都督北兗州諸軍事・冠軍将軍・北兗州刺史として出向した。北魏の宿預城と淮陽城が梁に帰順するにあたって、恵紹は説得に功があったため、智武将軍に進んだ。入朝して衛尉卿となり、左衛将軍に転じた。持節・都督司州諸軍事・信威将軍・司州刺史兼安陸郡太守として出向した。司州にあっては穏健で筋目正しい統治をおこなって、官吏や民衆に愛された。
召還されて左衛将軍となり、通直散騎常侍の位を加えられ、宮殿内に宿衛した。天監18年（519年）、死去した。享年は63。護軍将軍の位を追贈された。諡は忠といった。
子の張澄が後を嗣ぎ、晋熙郡太守・衛尉卿・太子左衛率を歴任した。

## 伝記資料
- 『梁書』巻18 列伝第12
- 『南史』巻55 列伝第45